# MYOG
MYOG (англ. Myogenin) – білок, який кодується однойменним геном, розташованим у людей на короткому плечі 1-ї хромосоми.  Довжина поліпептидного ланцюга білка становить 224 амінокислот, а молекулярна маса — 25 037.
| 10         |  | 20         |  | 30         |  | 40         |  | 50         |
| ---------- |  | ---------- |  | ---------- |  | ---------- |  | ---------- |
| MELYETSPYF |  | YQEPRFYDGE |  | NYLPVHLQGF |  | EPPGYERTEL |  | TLSPEAPGPL |
| EDKGLGTPEH |  | CPGQCLPWAC |  | KVCKRKSVSV |  | DRRRAATLRE |  | KRRLKKVNEA |
| FEALKRSTLL |  | NPNQRLPKVE |  | ILRSAIQYIE |  | RLQALLSSLN |  | QEERDLRYRG |
| GGGPQPGVPS |  | ECSSHSASCS |  | PEWGSALEFS |  | ANPGDHLLTA |  | DPTDAHNLHS |
| LTSIVDSITV |  | EDVSVAFPDE |  | TMPN       |  |            |  |            |

A: Аланін

C: Цистеїн

D: Аспарагінова кислота

E: Глутамінова кислота

F: Фенілаланін

G: Гліцин

H: Гістидин

I: Ізолейцин

K: Лізин

L: Лейцин

M: Метіонін

N: Аспарагін

P: Пролін

Q: Глутамін

R: Аргінін

S: Серин

T: Треонін

V: Валін

W: Триптофан

Кодований геном білок за функціями належить до активаторів, білків розвитку. 
Задіяний у таких біологічних процесах як транскрипція, регуляція транскрипції, клітинний цикл, диференціація, міогенез. 
Білок має сайт для зв'язування з ДНК. 
Локалізований у ядрі.